# Старосайнаково
Старосайна́ково — деревня в Кривошеинском районе Томской области, Россия. Входит в состав Володинского сельского поселения.

## История
Исторический населённый пункт южных селькупов (предположительно, группа пайкум) – юрты Сайнаковы. В 1897: 15 хозяйств – 77 селькупов и 4 русских.
Основана в 1776 г. В 1926 году деревня Старо-Сайнакова состояла из 42 хозяйств, основное население — русские. В составе Володинского сельсовета Кривошеинского района Томского округа Сибирского края.

## Население
| 1926 | 2002 | 2010 | 2012 | 2013 | 2014 | 2015 |
| ---- | ---- | ---- | ---- | ---- | ---- | ---- |
| 226  | ↘132 | ↘94  | ↗97  | →97  | ↗99  | ↘96  |
| 2021 |      |      |      |      |      |      |
| ↘93  |      |      |      |      |      |      |